# Bevià
Bevià és un veïnat del municipi de Madremanya. La seva població és d'una quinzena d'habitants.
Aquest veïnat està situat a l’extrem nord-oest del municipi, a ponent de la carretera de Sant Martí Vell. Hi destaca especialment el gran casal de can Saló, amb dues torres i dos nivells de galeries. A prop hi ha el mas de ca l’Obert.